# Carré de dames pour un as
Pour plus de détails, voir Fiche technique et Distribution.
Carré de dames pour un as est un film d'espionnage hispano-italo-français réalisé par Jacques Poitrenaud et sorti en 1966.

## Synopsis
Dan Layton, un « as » du contre-espionnage français, est délégué à Malaga sur la piste d'Hakim Gregory, redoutable espion qui a démantelé un réseau français. Assisté de l'agente Petula, Layton découvre le repaire de Gregory, une maison de couture tenue par sa maîtresse Dolorès. Marion, la fiancée de Layton, qui exerce le métier de guide touristique en Espagne, jalouse des femmes qui gravitent autour de lui, et ignorant sa vraie profession, vient involontairement contrarier ses activités. À cause d'elle, Layton tombe entre les mains de Gregory, mais est finalement délivré par Petula et une escouade d'agents français. Layton réussit à abattre Gregory et, mission accomplie, part filer le parfait amour avec Marion.

## Fiche technique
- Titre original français : Carré de dames pour un as
- Titre espagnol : Demasiadas mujeres para Layton[1]
- Titre italien : Layton... bambole e karatè
- Réalisation : Jacques Poitrenaud, assisté de Philippe Monnier
- Scénario : Georges Bardawil, Gérard Carlier et Jacques Poitrenaud d'après le roman de Michael Loggan (Jacques Dubessy et Charles Exbrayat)
- Dialogues : Jean-Loup Dabadie
- Décors : Robert Giordani, Adolfo Cofino
- Photographie : Manolo Merino
- Son : Jean Monchablon
- Montage : Pierre Gillette, Albert Jurgenson
- Musique : Serge Gainsbourg
- Bagarres réglées par Claude Carliez et son équipe
- Producteur : Jean-Roch Rognoni
- Sociétés de production : Agata Films (Espagne), SFC (Société Française de Cinématographie), Leone Film (Italie), Ci.Ti. Cinematografica (Italie)
- Société de distribution : CCFC (Compagnie Commerciale Française Cinématographique)
- Pays de production :  Espagne,  France,  Italie
- Langue originale : français
- Format : couleur (Eastmancolor) — 35 mm — 2.35:1 (Techniscope) — son monophonique
- Genre : action, espionnage
- Durée : 95 minutes
- Date de sortie : 
  - France : 5 octobre 1966
  - Italie : 17 décembre 1966
  - Espagne : 23 mai 1967

## Distribution
- Roger Hanin : Dan Layton
- Sylva Koscina : Dolorès
- Catherine Allégret : Marion
- Dominique Wilms : Petula
- Laura Valenzuela : Rosaria
- François Maistre : Hakim Gregory
- Guy Delorme : Jésus
- Serge Gainsbourg (non crédité) : l'homme qui demande du feu
- Elisa Montés : la chanteuse
- Michel Duplaix : le directeur des services secrets
- Henri Crémieux
- Jean-Pierre Darras
- Henri Lambert : Adams
- Anna Gaylor
- Philippe Brigaud
- Michel Vocoret

## Production

### Tournage
Période de prises de vue : 1er février au 23 mars 1966.

### Musique
C'est dans ce film que l'on entend, signé Serge Gainsbourg, un thème instrumental, embryon de la chanson Je t'aime… moi non plus que Gainsbourg écrira un an plus tard.